# Výtrusné rouško
Výtrusné rouško (výtrusorodá vrstva) je vrstva buněk, která obsahuje výtrusy. Pokud se jedná o stopkovýtrusné houby, nazývá se tato vrstva hymenium, u vřeckovýtrusných hub se spíše označuje thecium či pseudohymenium. Hymenium obsahuje výtrusy v tzv. bazidiích, thecium ve vřeckách (ascích). Bazidie a vřecka jsou umístěny na hymenoforu, v praxi to bývají nejčastěji lupeny či rourky.

## Galerie

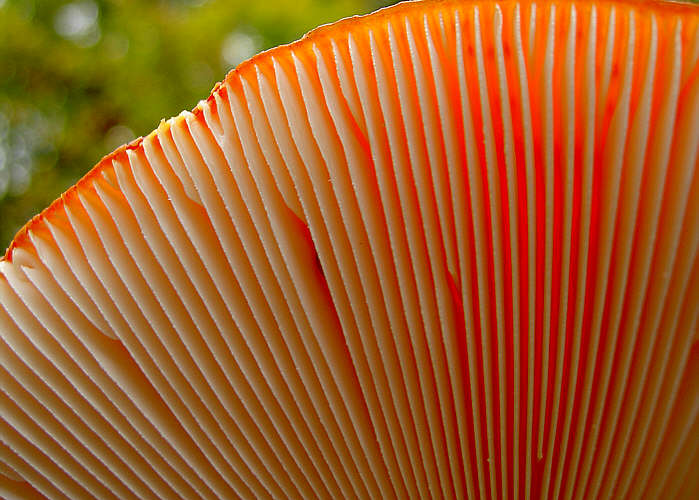
Lupeny muchomůrky červené (Amanita muscaria)
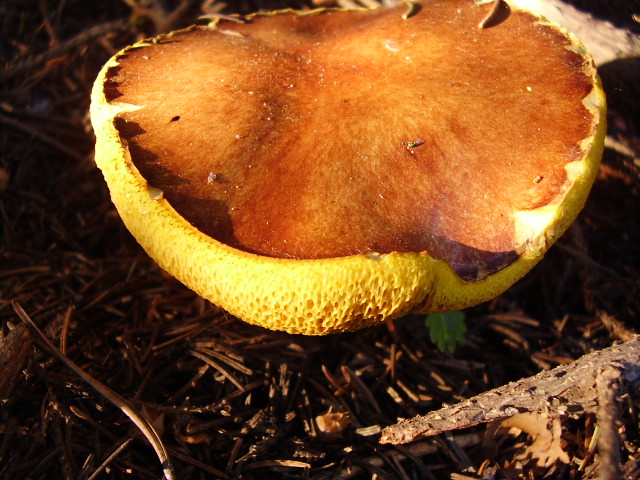
Hymenoforem klouzku obecného (Suillus luteus) jsou rourky
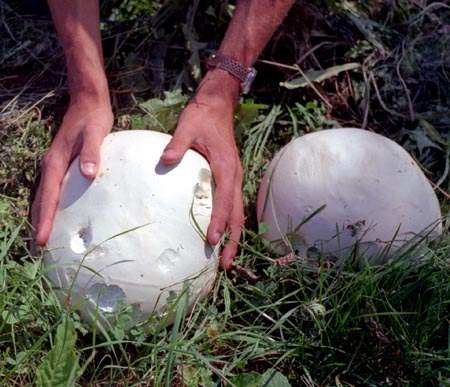
Hymenofor s výtrusným rouškem je uvnitř plodnice; pýchavka obrovská (Langermannia gigantea)
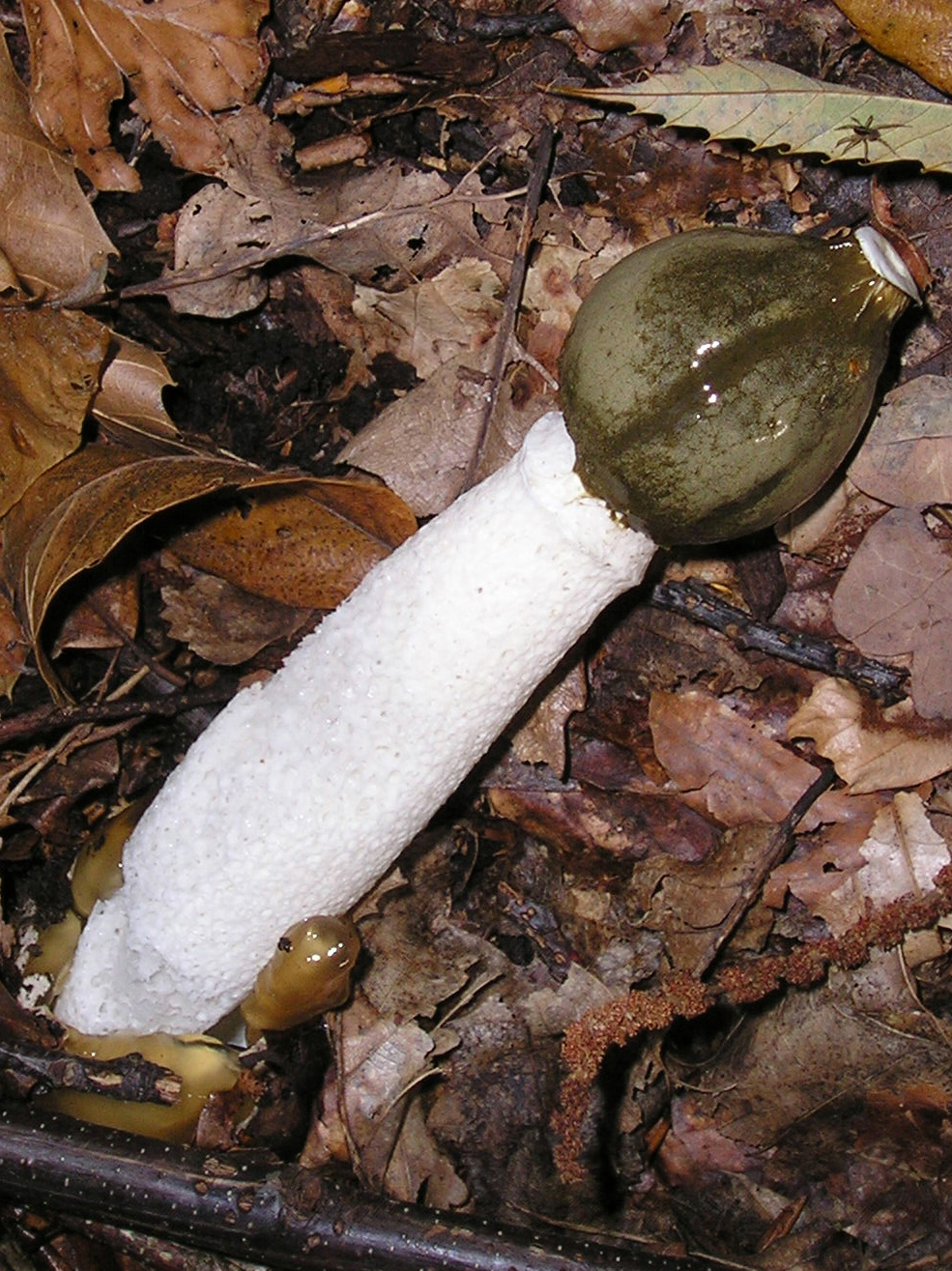
Výtrusorodou vrstvou je zelený sliz; hadovka smrdutá (Phallus impudicus)